# Sudamerlycaste ciliata
Sudamerlycaste ciliata là một loài thực vật có hoa trong họ Lan. Loài này được (Ruiz & Pav.) Archila mô tả khoa học đầu tiên năm 2002.

## Hình ảnh

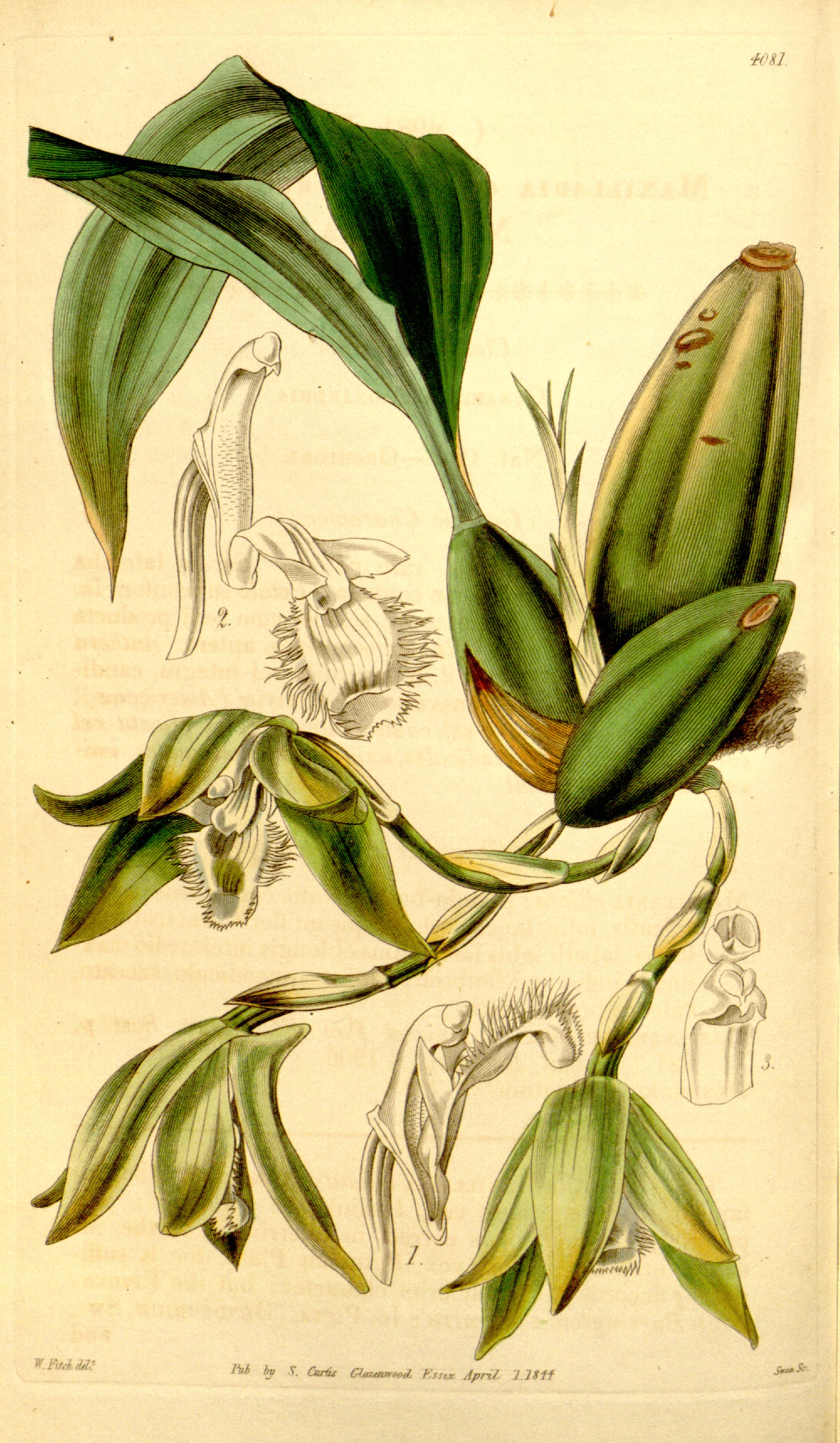
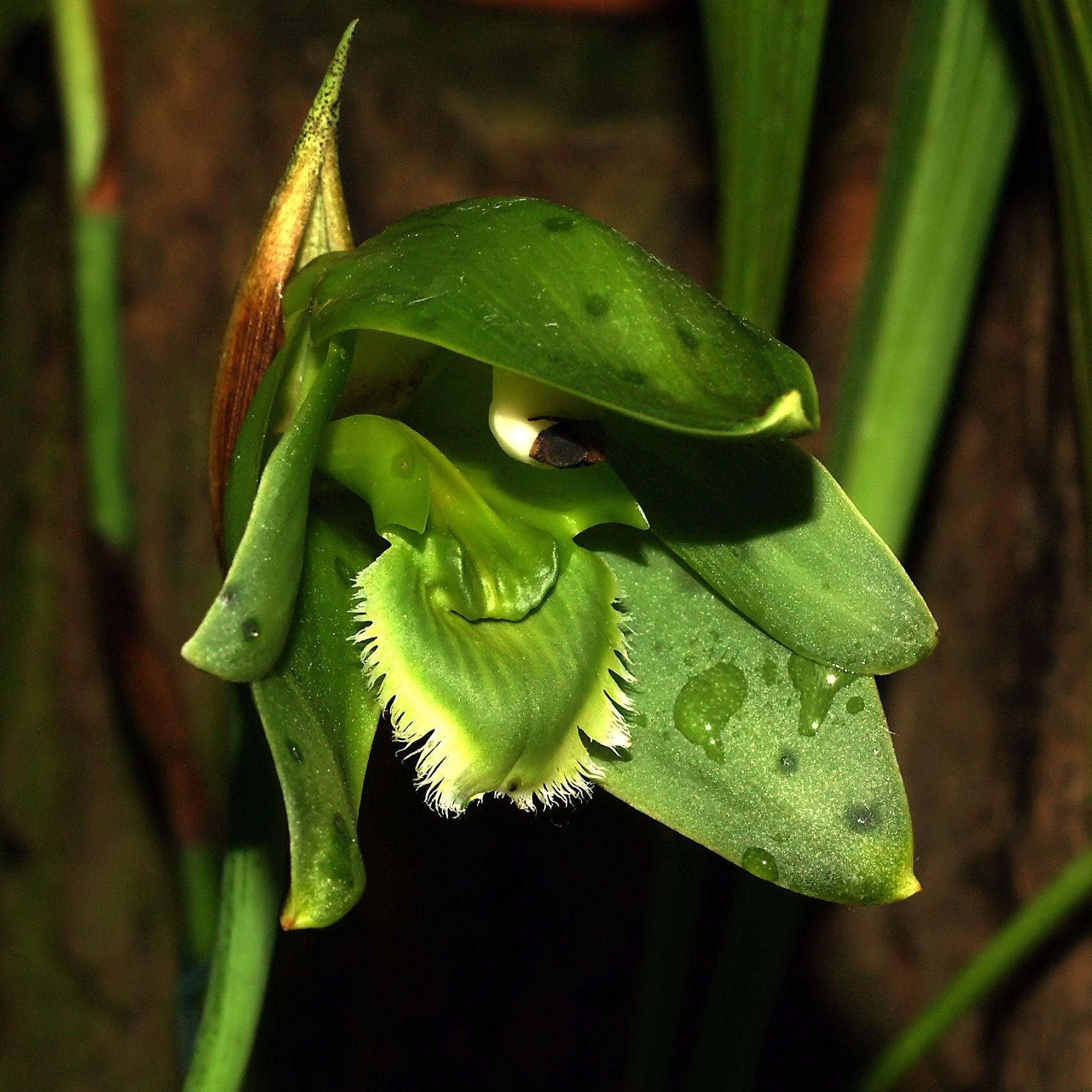
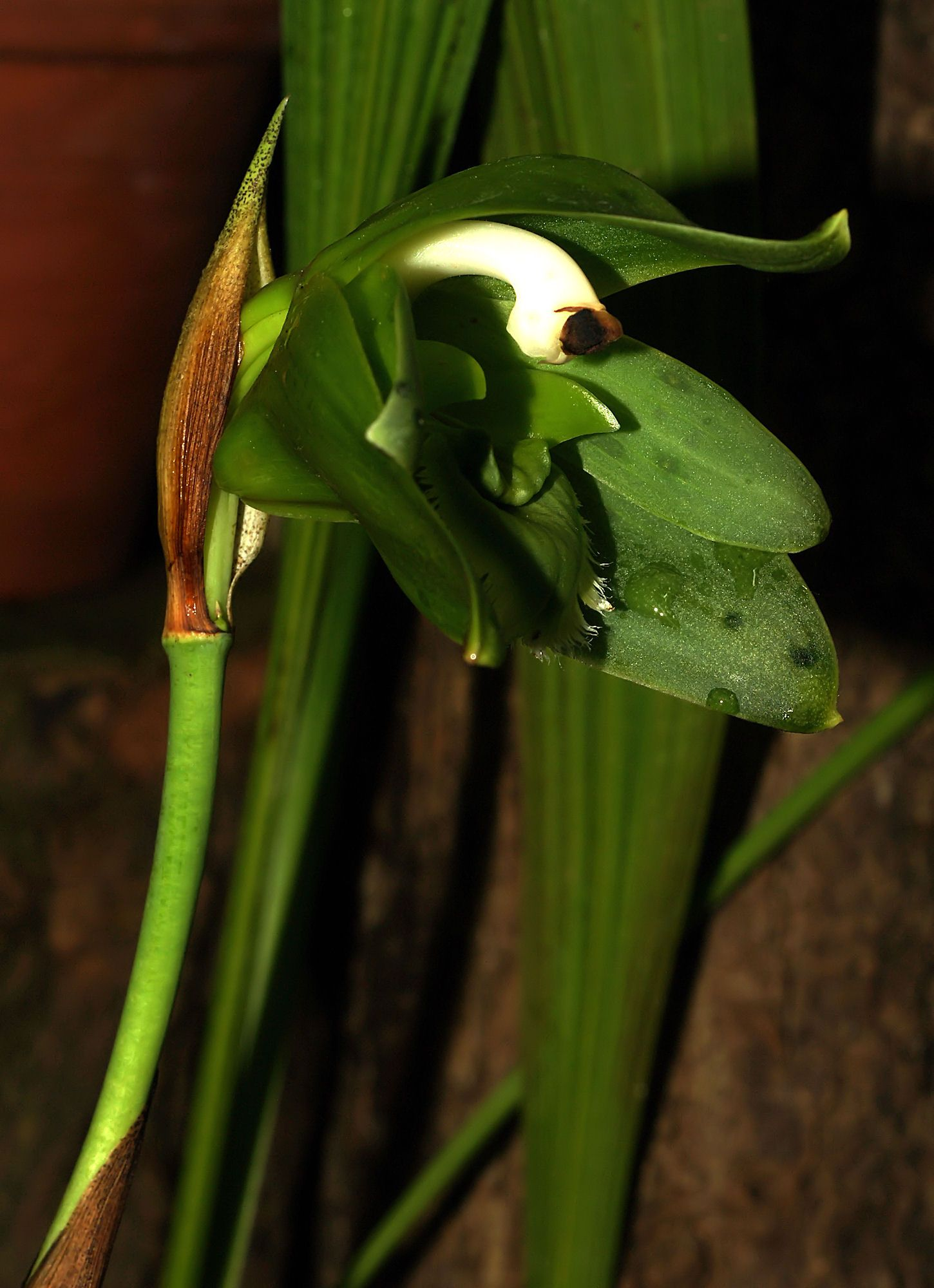